# دبوا
دبوا (به لهستانی:  Dybła) یک روستا در لهستان است که در گمینا گرایوو واقع شده‌است.